# Diecezja Mazatlán
Diecezja Mazatlán (łac. Dioecesis Mazatlanensis) – diecezja Kościoła rzymskokatolickiego w Meksyku, należąca do archidiecezji Durango.

## Historia
22 listopada 1958 roku papież Jan XXIII konstytucją apostolską Qui hominum erygował diecezję Mazatlán. Dotychczas wierni z tych terenów należeli do archidiecezji Durango.
10 czerwca 1968 roku diecezja utraciła część swego terytorium na rzecz nowo powstałej prałatury terytorialnej El Salto.

## Ordynariusze
- Miguel Garcia Franco (1958–1981)
- Rafael Barraza Sánchez (1981–2005)
- Mario Espinosa Contreras (od 2005 roku)